# Philippe Rahm
Philippe Rahm (nacido el 28 de abril de 1967 en Pully), es un arquitecto suizo.
Estudió en la Escuela Politécnica Federal de Lausana y en el ETH de Zúrich, obteniendo el título de arquitecto en 1993. Estuvo asociado hasta el 2004 con Jean-Gilles Décosterd. Actualmente trabaja en París y Lausanne.

## Biografía

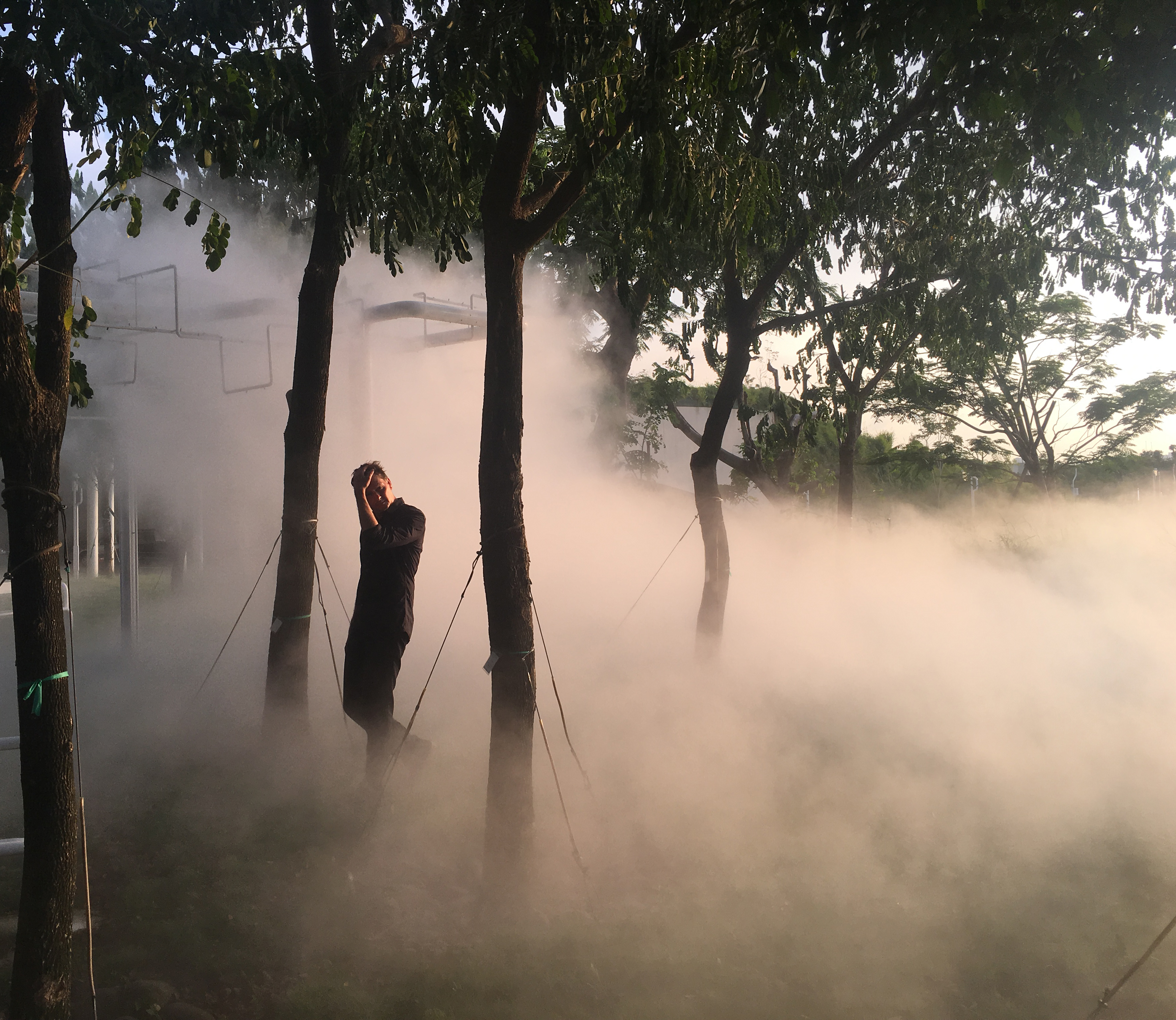
Philippe Rahm en el Jardín Meteorológico de 台中中央公園, Central Park, Taichung, Taiwán

En 2002, Philippe Rahm fue elegido para representar a Suiza en la 8.ª octava edición de la Bienal de Arquitectura de Venecia, Italia, y fue uno de los 25 arquitectos del Manifiesto arquitectónico de Aaron Betsky  en 2008. Es nominado en 2009 para el Premio Ordos en China y en 2008 y 2010 para el Premio Chernikov Internacional en Moscú, donde fue clasificado en la lista de los diez mejores. Ha participado en numerosas exposiciones en todo el mundo (Archilab, Orléans, Francia 2000; SF-MoMA 2001; CCA Kitakyushu 2004, el Centro Pompidou, París, 2003-2006 y 2007; Manifesta 7, 2008; Museo Louisiana , Dinamarca, 2009; Museo Guggenheim, Nueva York 2010). En 2007, hizo una exposición en el Centro Canadiense de Arquitectura en Montreal. Fue residente en la Villa Medici en Roma (2000) . Desde 2005, es miembro del Consejo Artístico de la Fundación Príncipe Pierre en Mónaco. Ha dado conferencias por todo el mundo, incluyendo la Cooper Union, la Escuela de Diseño de Harvard, la Bartlett School of Architecture UCL, UCLA y ETH Zürich. Actualmente está trabajando en varios proyectos públicos y privados en Francia, Inglaterra, Italia y Alemania. Su trabajo reciente incluye en 2010 el proyecto de un edificio de oficinas de 13.000 m² en La Défense en Francia para el EPADESA; convective apartments para el IBA en Hamburgo, Alemania; White geology, un diseño escenográfico para arte contemporáneo en el Grand-Palais en los Campos Elíseos en París en 2009; y una casa estudio para el artista Dominique Gonzalez-Foerster en 2008. En 2011, ganó el concurso internacional con Mosbach paisajistas para el Jade Eco Park, un parque de 70 hectáreas en Taichung, Taiwán, que se inaugurará en diciembre de 2020. En 2025, Philippe Rahm es co-comisario de la Bienal de arquitectura y paisaje de Île-de-France y de la Bienal internacional de diseño de Saint-Étienne en Francia.

## Experiencia académica
Fue Director de la Escuela de Arquitectura AA en Londres en 2005-2006, profesor visitante en Mendrisio Academia de Arquitectura en Suiza en 2004 y 2005, en la ETH de Lausana en 2006 y 2007, en la Escuela de Arquitectura de la Real Academia Danesa de Bellas Artes de Copenhague en el período 2009-2010, en Oslo en el AHO en 2010-2011. Fue profesor visitante en Escuela de Arquitectura de la Universidad de Princeton, EE. UU., a partir de 2011 de 2013. En el semestre de otoño de 2011, Philippe fue el Michael Fellow en la Universidad de Buffalo - Universidad Estatal de Nueva York. Profesor visitante en Biarch ( Barcelona, Instituto de Arquitectura) en 2011-12 programa MBIArch. Empieza a enseñar Diseño arquitectónico en la Escuela Superior de Diseño en Harvard en 2014. Desde 2023, es "Dean’s Visiting Associate Professor" en la Universidad de Columbia en Nueva York, Estados Unidos.

## Premios
- Premio de arte suizo, Arquitectura, 2003Centro de mantenimiento de Central Park, Taichung, Taiwán, por Philippe Rahm architectes, mosbach paysagistes y Ricky Liu & associates

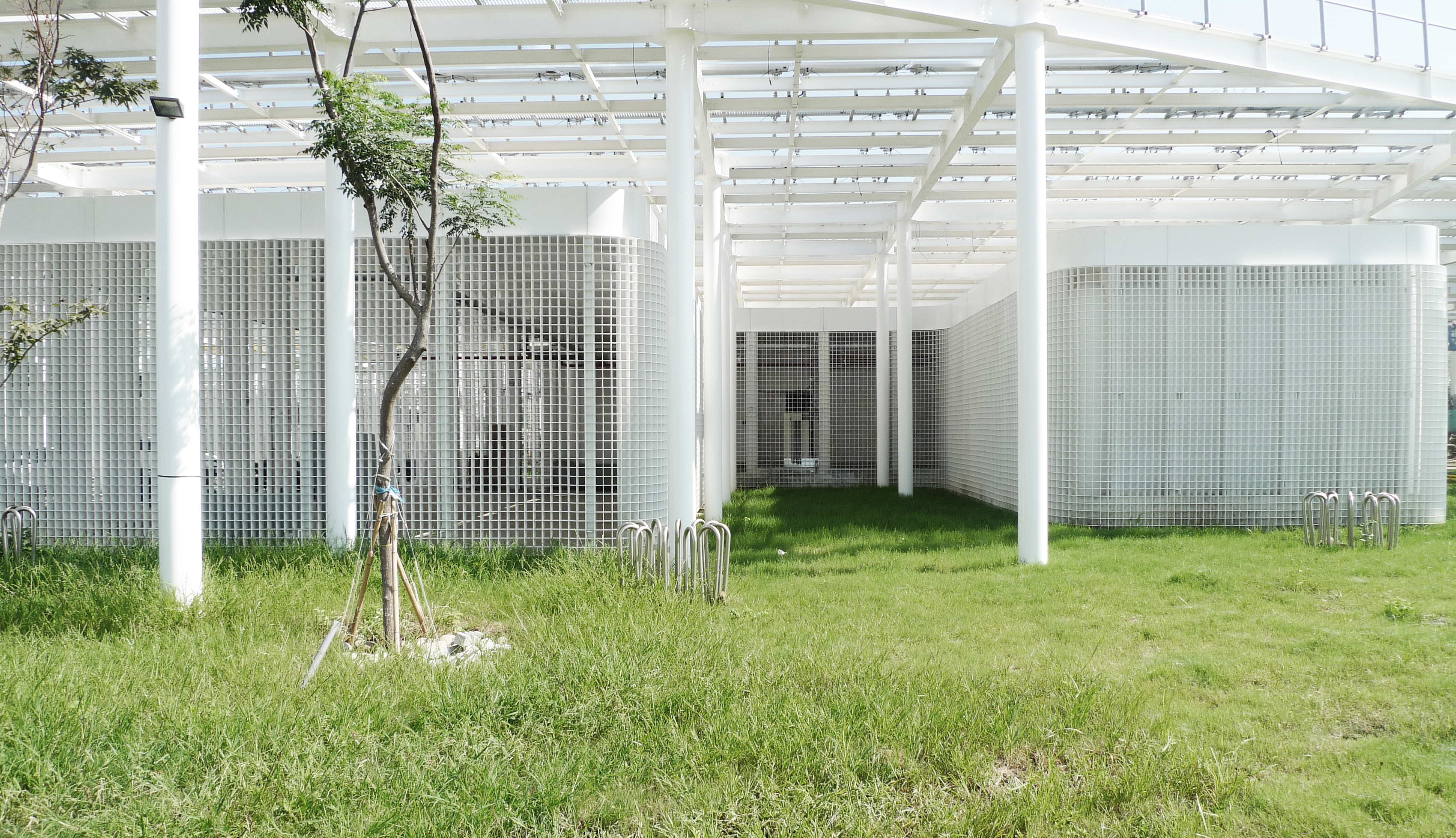
Centro de mantenimiento de Central Park, Taichung, Taiwán, por Philippe Rahm architectes, mosbach paysagistes y Ricky Liu & associates

- Premio Chernikov, Moscú, Rusia, Nominado, top ten, 2008
- Premio Ordos, China, Nominado, 2009
- Carta blanca subvención, VIA, Francia, 2009
- Premio Chernikov, Moscú, Rusia, Nominado, 2010
- Design Award, Best Bright Ideas, ‘Spectral Light’	Wallpaper magazine, 2016
- Orden del Mérito Cultural Insignia de Caballero Principado de Mónaco, 2017
- Premio de Arquitectura Medalla de plata Academia de Arquitectura, Francia, 2019

## Publicaciones
En español:
- 2024, « Historia natural de la arquitectura: Cómo el clima, las epidemias y la energía dieron forma a la ciudad y los edificios »,  Editorial GG, Barcelona, España, ISBN 9788425235436.
- 2022, « Meteorología de los sentimientos », Ediciones Asimétricas, Madrid, España, ISBN 978-84-19050-15-1.
- 2021, « Escritos climáticos », Puente Editores, España, ISBN 978-8412428704.
- 2020, « Arquitectura Meteorológica », Editor Arquine, Mexico, ISBN 978-607-9489-69-4

En inglés:
- 2025, « 4°C entre toi et moi », (bilingual FR-EN), Actar, Spain, ISBN 978-1638401841.

- 2023, « Climatic architecture », Ediciones Actar, Barcelona, Spain, ISBN 978-1638400394.
- 2023, « The anthropocene style », HEAD Publishing, Geneva, Switzerland, ISBN 978-2940510795.
- 2017, « Form follows climate», Oil Forest League, Italy, ISBN 9788894139464
- 2014, « Constructed Atmospheres », Postmediabooks, Paris, France, ISBN 978-8-87490-124-1.
- 2010, « Meteorological Typologies », Am weissenhof Galerie, Stuttgart, Allemagne.
- 2006, « Environ(ne)ment : approaches for tomorrow», Gilles Clément, Philippe Rahm, Skira, Milan, Italie, ISBN 88-7624-959-1.
- 2005, « Ghost flat », Philippe Rahm, Marie Darrieussecq, CCA Kitakyushu, Japan.
- 2005, « Distorsions », HYX éditeurs, Orléans, France, ISBN 2-910385-40-X.
- 2002, « Physiological Architecture » Décosterd & Rahm, Birkhauser, Basel, Boston, Berlin, ISBN 3-7643-6944-2.

En francés:
- 2025, « 4 Degrés Celsius entre toi et moi », (paperback, collective), Éditions POINTS, France, ISBN 979-1041424696.

- 2020, « Histoire naturelle de l'architecture », Éditions POINTS, France, ISBN 979-1041413843
- 2020, « Histoire naturelle de l'architecture », Éditions du Pavillon de l'Arsenal, France, ISBN 978-2-35487-058-4
- 2020, « Écrits climatiques », Éditions B2, France, ISBN 978-2-36509-114-5
- 2019, « Le jardin météorologique, et autres constructions climatiques», Editions B2, Paris, France, ISBN 978-2-36509-100-8
- 2015, « Météorologie des sentiments», Les Petits matins, Paris, France, ISBN 978-2-36383-073-9.
- 2009, « Architecture météorologique », Archibooks, Paris, France, ISBN 2-35733-049-X.
- 2004, « Ghostscape » Monum, ENSBA, Paris, ISBN 2-84056-169-7.